# Onthophagus parvulus
Onthophagus parvulus là một loài bọ cánh cứng trong họ Bọ hung (Scarabaeidae).